# Алатобинское месторождение
Алатобинское месторождение нефти — нефтяное месторождение находится в Мангистауской области Казахстана, в 33 км северо-восточнее города Актау. Открыто в 1977 году. Разведывательные работы проводились в 1980—1982 годах. Добыча нефти ведётся с 1987 года.
Скважина № 1, которая открыла нефтяное месторождение Алатюбе, среднесуточная добыча составила 1400 тонн нефти, самая высокая добыча нефти по Мангышлаку.
В структурном отношении представлено полусводом, примыкающим к нарушению северо-западного простирания с амплитудой 50 м.
На глубине 3875 м выявлена пластовая, тектонически экранированная нефтяная залежь в карбонатных отложениях среднего триаса, представленных доломитизированными известняками. Общая мощность нефтеносных пластов 60 м, продуктивная мощность 17,8 м. Дебит скважин 180 м³/сут. Нефть легкая, плотностью 844 кг/м³, парафинистая (9,3 %) с содержанием асфальтенов 0,5 %. Выход фракций до 300°С достигает 41 %.